# Bersaillin
Bersaillin [bɛʁsajɛ̃] est une commune française située dans le département du Jura, dans la région culturelle et historique de Franche-Comté et la région administrative Bourgogne-Franche-Comté.

## Géographie

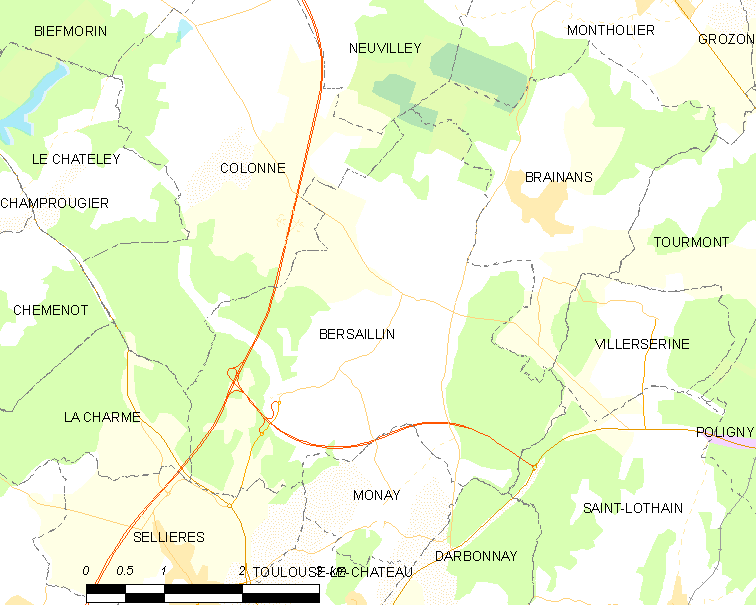
Situation de Bersaillin.

### Climat
Pour des articles plus généraux, voir Climat de la Bourgogne-Franche-Comté et Climat du département du Jura.
En 2010, le climat de la commune est de type climat de montagne, selon une étude du Centre national de la recherche scientifique s'appuyant sur une série de données couvrant la période 1971-2000. En 2020, Météo-France publie une typologie des climats de la France métropolitaine dans laquelle la commune est exposée à un climat semi-continental et est dans la région climatique  Jura, caractérisée par une forte pluviométrie en toutes saisons (1 000 à 1 500 mm/an), des hivers rigoureux et un ensoleillement médiocre. 
Pour la période 1971-2000, la température annuelle moyenne est de 10,5 °C, avec une amplitude thermique annuelle de 17,1 °C. Le cumul annuel moyen de précipitations est de 1 172 mm, avec 12,6 jours de précipitations en janvier et 9,2 jours en juillet. Pour la période 1991-2020, la température moyenne annuelle observée sur la station météorologique de Météo-France la plus proche, « Colonne », sur la commune de Colonne à 3 km à vol d'oiseau, est de 11,7 °C et le cumul annuel moyen de précipitations est de 1 170,0 mm. 
La température maximale relevée sur cette station est de 40,3 °C, atteinte le 7 août 2003 ; la température minimale est de −18 °C, atteinte le 12 janvier 1987,,. 
Les paramètres climatiques de la commune ont été estimés pour le milieu du siècle (2041-2070) selon différents scénarios d'émission de gaz à effet de serre à partir des nouvelles projections climatiques de référence DRIAS-2020. Ils sont consultables sur un site dédié publié par Météo-France en novembre 2022.

## Urbanisme

### Typologie
Au 1er janvier 2024, Bersaillin est catégorisée commune rurale à habitat dispersé, selon la nouvelle grille communale de densité à sept niveaux définie par l'Insee en 2022.
Elle est située hors unité urbaine. Par ailleurs la commune fait partie de l'aire d'attraction de Poligny, dont elle est une commune de la couronne,. Cette aire, qui regroupe 22 communes, est catégorisée dans les aires de moins de 50 000 habitants,.

### Occupation des sols
L'occupation des sols de la commune, telle qu'elle ressort de la base de données européenne d’occupation biophysique des sols Corine Land Cover (CLC), est marquée par l'importance des territoires agricoles (57,3 % en 2018), en diminution par rapport à 1990 (63,8 %). La répartition détaillée en 2018 est la suivante : forêts (36,3 %), zones agricoles hétérogènes (25,6 %), prairies (19,2 %), terres arables (12,5 %), zones urbanisées (6,4 %). L'évolution de l’occupation des sols de la commune et de ses infrastructures peut être observée sur les différentes représentations cartographiques du territoire : la carte de Cassini (XVIIIe siècle), la carte d'état-major (1820-1866) et les cartes ou photos aériennes de l'IGN pour la période actuelle (1950 à aujourd'hui).

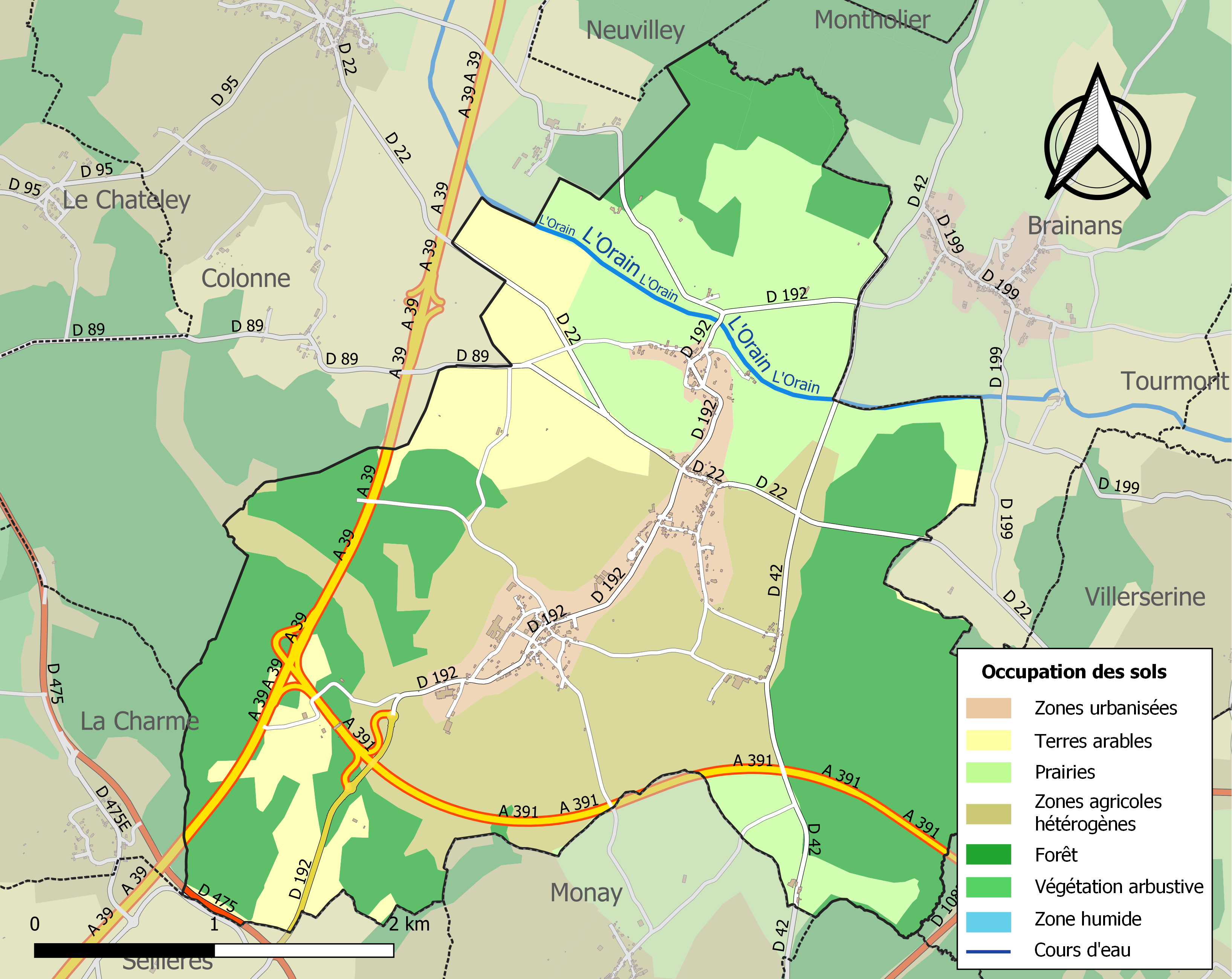
Carte des infrastructures et de l'occupation des sols de la commune en 2018 (CLC).

## Histoire
La commune a intégré en 1972 les communes du Bouchaud et du Viseney.

## Politique et administration

### Tendances politiques et résultats

#### Élections Présidentielles
La ville de Bersaillin place en tête à l'issue du premier tour de l'élection présidentielle française de 2017, Marine Le Pen (RN) avec 26,47 % des suffrages. Mais lors du second tour, Emmanuel Macron (LaREM) est en tête avec 53,69 %.

#### Élections régionales
Le village de Bersaillin place la liste "Notre Région Par Cœur" menée par Marie-Guite Dufay, présidente sortante (PS) en tête, dès le 1er tour des élections régionales de 2021 en Bourgogne-Franche-Comté, avec 34,71 % des suffrages. Lors du second tour, les habitants décideront de placer de nouveau la liste de "Notre Région Par Cœur" menée par Marie-Guite Dufay, présidente sortante (PS) en tête, avec cette fois-ci, près de 56,07 % des suffrages. Devant les autres listes menées par Julien Odoul (RN) en seconde position avec 23,36 %, Gilles Platret (LR), troisième avec 14,95 % et en dernière position celle de Denis Thuriot (LaREM) avec 5,61 %. Il est important de souligner une abstention record lors de cette élection qui n'ont pas épargné le village de Bersaillin avec lors du premier tour 58,60 % d'abstention et au second, 63,38 %.

#### Élections départementales
Le village de Bersaillin faisant partie du Canton de Bletterans place le binôme de Philippe Antoine (LaREM) et Danielle Brulebois (LaREM), en tête, dès le 1er tour des Élections départementales de 2021 dans le Jura, avec 59,35 % des suffrages. Lors du second tour, les habitants décideront de placer de nouveau le binôme de Philippe Antoine (LaREM) et Danielle Brulebois (LaREM), en tête, avec cette fois-ci, près de 72,55 % des suffrages. Devant l'autre binôme menée par Josiane Hoellard (RN) et Michel Seuret (RN) qui obtient 27,45 %. Il est important de souligner une abstention record lors de cette élection qui n'ont pas épargné le village de Bersaillin avec lors du premier tour 58,60 % d'abstention et au second, 63,38 %.

### Liste des maires de Bersaillin
| Période                                  | Période  | Identité             | Étiquette | Qualité                                                               |
| ---------------------------------------- | -------- | -------------------- | --------- | --------------------------------------------------------------------- |
| 1871                                     | 1930     | Albéric de Froissard |           | Officier de cavalerie, agronome Propriétaire du château de Bersaillin |
| Les données manquantes sont à compléter. |          |                      |           |                                                                       |
| avant 1995                               | ?        | Pierre Vaivre        |           |                                                                       |
| mars 2001                                | 2020     | Jean-Paul Buchet     | PS        | Agriculteur retraité                                                  |
| 2020                                     | En cours | Antoine Marcelin     |           |                                                                       |

## Démographie
L'évolution du nombre d'habitants est connue à travers les recensements de la population effectués dans la commune depuis 1793. Pour les communes de moins de 10 000 habitants, une enquête de recensement portant sur toute la population est réalisée tous les cinq ans, les populations de référence des années intermédiaires étant quant à elles estimées par interpolation ou extrapolation. Pour la commune, le premier recensement exhaustif entrant dans le cadre du nouveau dispositif a été réalisé en 2008.

En 2022, la commune comptait 401 habitants, en évolution de −0,25 % par rapport à 2016 (Jura : −0,81 %, France hors Mayotte : +2,11 %).
| 1793 | 1800 | 1806 | 1821 | 1831 | 1836 | 1841 | 1846 | 1851 |
| ---- | ---- | ---- | ---- | ---- | ---- | ---- | ---- | ---- |
| 310  | 305  | 385  | 332  | 399  | 419  | 457  | 416  | 417  |

| 1856 | 1861 | 1866 | 1872 | 1876 | 1881 | 1886 | 1891 | 1896 |
| ---- | ---- | ---- | ---- | ---- | ---- | ---- | ---- | ---- |
| 362  | 353  | 378  | 358  | 373  | 361  | 362  | 342  | 315  |

| 1901 | 1906 | 1911 | 1921 | 1926 | 1931 | 1936 | 1946 | 1954 |
| ---- | ---- | ---- | ---- | ---- | ---- | ---- | ---- | ---- |
| 293  | 298  | 286  | 240  | 225  | 197  | 205  | 197  | 167  |

| 1962 | 1968 | 1975 | 1982 | 1990 | 1999 | 2006 | 2008 | 2013 |
| ---- | ---- | ---- | ---- | ---- | ---- | ---- | ---- | ---- |
| 141  | 123  | 283  | 325  | 305  | 274  | 349  | 371  | 400  |

| 2018 | 2022 | - | - | - | - | - | - | - |
| ---- | ---- | - | - | - | - | - | - | - |
| 407  | 401  | - | - | - | - | - | - | - |

## Culture locale et patrimoine

### Lieux et monuments
- La chapelle Sainte-Anne ;
- Les châteaux : l'un (XIVe s.) est une ancienne propriété de la famille de Froissard et abrite un centre culturel dans ses communs, et l'autre (XVIe, XVIIIe, XIXe s.), est partiellement inscrit au titre des monuments historiques depuis 1977 et 1995[20] ; l'autre, le domaine de Bersaillin est mis en location pour fêter les mariages.
- L'église Sainte-Catherine (XVIIIe s., avec chapelle seigneuriale du XVIe s.), inscrite au titre des monuments historiques depuis 1995[21] ;
- L'aire de repos de l'A39 « Chat perché » doit son nom à une œuvre de Marcel Aymé, Les Contes du chat perché ; l'auteur a passé son enfance dans le département, à Villers-Robert puis à Dole.

## Personnalités liées à la commune
- Claude Bernard Flavien de Froissard (1739-1820), 2e marquis de Froissard de Bersaillin, capitaine au régiment des gardes françaises
- Alexandre-Bernard-Pierre de Froissard (1769-1847), 3e marquis de Froissard de Bersaillin, militaire et homme politique français
- Henri Roy, député, sénateur et ministre sous la Troisième République

## Héraldique
| Blason à dessiner | Blason  | Tiercé en pairle renversé: au 1er de sinople à la fontaine d'or jaillissant d'argent, au 2e d'argent à la roue de sainte Catherine faillie en chef à senestre, au 3e d'azur au cerf passant d'or accompagné en pointe d'une divise ondée d'argent. |
| Blason à dessiner | Détails | Le statut officiel du blason reste à déterminer. |